# На гребне волны (фильм, 1991)
«На гребне волны» (англ. Point Break) — американский боевик 1991 года, четвёртый полнометражный фильм, снятый Кэтрин Бигелоу по сценарию В. Питера Айлиффа.
В главных ролях снимались Киану Ривз, Патрик Суэйзи, Гэри Бьюзи и Лори Петти. Название фильма отсылает к термину из сёрфинга «на гребне волны», когда волна разбивается, ударяясь о выступающую от береговой линии точку земли. В фильме Ривз играет тайного агента ФБР, которому поручено расследовать личности группы грабителей банков, в то время как у него развиваются сложные отношения с лидером группы (Суэйзи).
Разработка На гребне волны началась в 1986 году, когда Айлифф написала первоначальный сценарий для фильма. Бигелоу вскоре разработала сценарий вместе с мужем Джеймсом Кэмероном, а съёмки состоялись четыре года спустя. Он снимался на западном побережье континентальной части США и был официально заложен в бюджет в размере 24 миллионов долларов, прежде чем был выпущен 12 июля 1991 года.
Фильм На гребне волны открылся в целом положительными отзывами, критики хвалили химию между Ривзом и Суэйзи. Во время проката в кинотеатрах фильм собрал более 83,5 миллионов долларов и с тех пор стал культовым. После успеха фильма он породил ремейк, который был выпущен в 2015 году.

## Сюжет
Выпускник академии ФБР спецагент Джонни Юта получает назначение в Лос-Анджелес. ФБР расследует серию дерзких ограблений банков, которые совершает банда, получившая название «экс-президенты», потому что работает в масках бывших президентов США Линдона Джонсона, Ричарда Никсона, Джимми Картера и Рональда Рейгана. Это расследование поручено опытному офицеру Энджело Папасу. Вводя в курс дела молодого напарника, Энджело отмечает, что преступники действуют всегда очень быстро и без кровопролития. Ещё он уверен, что члены банды имеют отношение к сёрфингу. Чтобы проверить эту версию, Джонни должен освоить сёрфинг и попытаться внедриться в банду.
Джонни появляется на побережье, где постоянно собираются любители сёрфинга. Там он знакомится с Тайлер, которую просит научить его катанию на волнах. Благодаря Тайлер, Джонни завязывает знакомство с компанией продвинутых сёрферов, лидером которых является бывший любовник Тайлер, Бодхи. Обнаружив общность взглядов на жизнь, Джонни и Бодхи часто проводят время вместе. Но вскоре у Джонни возникает подозрение, что именно его новый приятель является предводителем и идейным вдохновителем банды «экс-президентов». Кроме Бодхи в преступную группу входят его приятели Натаниель, Роуч и Громмет. Грабежом банков они добывают деньги на свободную жизнь и любимые развлечения. Идя вразрез с общепринятой моралью, преступники считают, что таким образом они бросают своеобразный вызов обществу. При очередном ограблении Джонни во время неудачной попытки задержать преступников с поличным вынужден раскрыть себя, и Бодхи понимает, что Джонни специально внедрён ФБР в их группу. Чтобы скомпрометировать разоблачённого спецагента, Бодхи устраивает похищение Тайлер и шантажом вынуждает Джонни участвовать в следующем ограблении.
Но на этот раз Бодхи приказывает взять деньги и из хранилища, чего грабители прежде никогда не делали, чтобы не тратить время. В результате случайно оказавшийся в банке полицейский при поддержке охранника открывает огонь, в перестрелке погибает Громмет. Преступники сбегают, а Юта задержан полицией. Папас силой освобождает его, и они едут вдогонку за бандой. Преступники пытаются покинуть США на самолёте, но Юта и Папас настигают их на аэродроме. В перестрелке Энджело убивает Натаниэля и ранит Роуча, но от его выстрела погибает сам. Так как пилот проговорился о пункте назначения, Бодхи берёт с собой Джонни в самолёт. Достигнув нужного пункта, преступники с парашютами выпрыгивают из самолёта, оставляя Джонни в салоне. Джонни удаётся в свободном падении догнать Бодхи в воздухе, но тот вынуждает его выбросить револьвер. Противники, едва не погибнув, приземляются на одном парашюте, при этом Юта травмирует колено и не может преследовать Бодхи. Бодхи уезжает на машине вместе с поджидавшим его сообщником Роузи, отпустив привезённую им Тайлер. Роуч умирает от потери крови.
Через год Юта появляется на побережье в Австралии, где на берегу находит Бодхи, ожидающего свою волну во время так называемого «пятидесятилетнего шторма». Между ними завязывается драка, в которой верх одерживает Джонни. Но Бодхи умоляет «отдать» ему волну, мечту всей его жизни. Джонни отпускает его, понимая, что эта волна будет последней в жизни Бодхи. Уходя с пляжа, Юта выбрасывает в воду жетон агента ФБР.

## В ролях
- Киану Ривз — Джонни Юта
- Патрик Суэйзи — Бодхи
- Гэри Бьюзи — Энджело Папас
- Лори Петти — Тайлер
- Боджесси Кристофер — Громмет
- Джеймс ЛеГрос — Роуч
- Джон Филбин — Натаниэль
- Джон Макгинли — Бен Харпен

## Награды и номинации
- 1992 — Премия MTV Movie Award — Самый желанный мужчина (Киану Ривз)
- 1992 — Номинация на MTV Movie Award — Лучшая экшн-сцена (второй прыжок из самолёта, когда Юта ловит падающего Бодхи)
- 1992 — Номинация на MTV Movie Award — Самый желанный мужчина (Патрик Суэйзи)[8]

## Саундтрек
- Ratt — «Nobody Rides for Free»
- Concrete Blonde — «I Want You»
- Джимми Баффетт — Volcano
- The Jimi Hendrix Experience — «If 6 Was 9»
- School of Fish — «Rose Colored Glasses»
- Public Image Ltd. — «Criminal»
- Shark Island — «My City»
- Love — «7 and 7 Is»
- Loudhouse — «Smoke on the Water»
- Westworld — «So Long Cowboy»
- Little Caesar — «Down to the Wire»
- L.A. Guns — «Over the Edge»
- Liquid Jesus — «7 and 7 Is»
- Wire Train — «I Will Not Fall»
- Ice-T — «Original Gangster»
- Марк Айшем — «Foot Chase»
- Шерил Кроу — «Hundreds of Tears»

## Ремейк
В 2015 году вышел ремейк этого фильма, снятый по сценарию Курта Уиммера. Сюжет фильма был существенно переделан и рассказывал о группе молодых людей, которые стремятся совершить несколько преступлений, следуя некоей философии экстремалов. Совершение этих преступлений является для них выполнением списка из восьми пунктов легендарного экстремала и поможет достигнуть некоей сверхъествественной цели.

## В культуре
Сцена, где главный герой от отчаяния делает серию выстрелов из пистолета в воздух, была спародирована в британском комедийном боевике «Типа крутые легавые» (2007). Главный герой, который любит фильм «На гребне волны», в определённый момент фильма поступает точно так же.